# Sentence of Death
Albums de Destruction
Infernal Overkill
(1985)
Sentence of Death est le premier EP du groupe de thrash metal allemand Destruction. L'album est sorti en Allemagne en 1984 sous le label Steamhammer Records, puis aux États-Unis en 1985. Ils avaient qualifié la musique de ce EP de "Black Speed Metal".

## Musiciens
- Marcel Schirmer - Chant, Basse
- Mike Sifringer - Guitare
- Thomas Sandmann - Batterie

## Liste des titres
| No | Titre             | Durée |
| -- | ----------------- | ----- |
| 1. | Intro             | 1:14  |
| 2. | Total Desaster    | 4:06  |
| 3. | Black Mass        | 4:00  |
| 4. | Mad Butcher       | 3:31  |
| 5. | Satan's Vengeance | 3:16  |
| 6. | Devil's Soldiers  | 3:26  |